# Venafro
Venafro é uma comuna italiana da região do Molise, província de Isérnia, com cerca de 11.083 habitantes. Estende-se por uma área de 45 km², tendo uma densidade populacional de 246 hab/km². Faz fronteira com Capriati a Volturno (CE), Ciorlano (CE), Conca Casale, Mignano Monte Lungo (CE), Pozzilli, San Pietro Infine (CE), San Vittore del Lazio (FR), Sesto Campano.

## Demografia
| Variação demográfica do município entre 1861 e 2011                               |
|                                                                                   |
| Fonte: Istituto Nazionale di Statistica (ISTAT) - Elaboração gráfica da Wikipedia |